# Научно-исследовательское судно
Научно-исследовательское судно (НИС) или научно-экспедиционное судно (НЭС) — морское, озёрное или речное судно, используемое для исследования земли, водных масс, биомасс, дна, атмосферы Земли и космического пространства. НИС строятся не только по специальному проекту, но и переоборудуются из кораблей или судов другого назначения.
Крупнейшим в мире научно-исследовательским судном был корабль «Космонавт Юрий Гагарин» Морского космического флота СССР.

## Основные направления деятельности НИС
- гидрологическое;
- гидрохимическое;
- геофизическое;
- геологическое;
- гидроакустическое;
- гидрографическое;
- метеорологическое;
- биологическое;
- океанографическое;
- экологическое.

## Классификация НИС по назначению
- Крупные экспедиционные суда (6000—7000 тонн) — исследование удалённых районов Мирового океана
- Универсальные НИС (1900—4200 тонн) — фундаментальные тематические исследования океана, ограниченное изучение биологии моря
- Специализированные НИС — выполнение тематических работ
  - Океанографические съёмные суда (2500—3800 тонн)
  - Гидрографические суда (500—3000 тонн)
  - Метеорологические суда (2200—5000 тонн)
  - Научно-промышленные суда (1000—3000 тонн)
  - Рыболовно-исследовательские суда (500—2000 тонн)
  - Исследовательские суда специального назначения (500—2000 тонн)
  - Арктические исследовательские суда (4700—7000 тонн)

Существуют НИС со специальной конструкцией корпуса судна (судно с малой площадью ватерлинии), значительно улучшающие условия проведения исследовательских работ.

## В России
На 2020 год в России практически все существующие научно-исследовательские судна устарели, среди них нет ни одного НИС младше 25—30 лет, за исключением введённого в строй в 2013 году судна «Академик Трёшников», поэтому планируется строительство новых.